# Kaštela
Kaštela (olaszul: Castelli) város, egykor hét településből álló község Horvátországban Split-Dalmácia megyében.

## Fekvése
Splittől légvonalban 6, közúton 15 km-re északnyugatra, Trogirtól légvonalban 11, közúton 14 km-re keletre, Dalmácia középső részén, a Kaštelai-öbölben, a Čiovo-sziget és a Marjan-félsziget, valamint Trogir és Split városa között fekszik. Északról a Kozjak-hegység, kissé keletebbre a Mosor-hegység, délről a Spliti szigetvilág határolja. A város két nagy részre oszlik, Donja- és Gornja Kaštelára. Donja Kaštela települései Kaštel Štafilić, Kaštel Novi, Kaštel Stari és Kaštel Lukšić, Gornja Kaštel települései Sućurac, Kaštel Gomilica és Kaštel Kambelovac. A város forgalmi ütőere a ma Franjo Tuđman egykori horvát elnök nevét viselő régi kaštelai főút, mely tulajdonképpen a Marmont marsall idejében épített spliti főút egy szakasza. Itt halad át a Zágráb – Split vasútvonal és közelében található a spliti nemzetközi repülőtér is.

## Története
Kedvező klimatikus környezete és vízfolyásokban gazdag területe már ősidők óta vonzotta az embert az itteni letelepedésre. A várostól északra a Kašteli mező és Labin közötti átjáróban fekvő Mujina-barlangban már a negyvenezer évvel ezelőtt élt neandervölgyi ember nyomai is megtalálhatók. Nagyszámú újkőkori lelet található a Kaštela Štafilićhez tartozó Resniken is. Az élettérért folytatott küzdelem során az embercsoportok várakat kezdtek emelni, melyekből Kaštela területén több is található. A legjelentősebb őskori vármaradvány a Sveti Ivan-hegyen található, melynek a Kaštela felőli oldala meredek, míg az északi oldala enyhe lejtő, melyet három soros szárazon rakott fal védett. Az i. e. 9. és 5. század között a kaštelai területen élt emberi közösségek közül különösen jelentős volt a veli bijaći, mely már élénk kereskedelmet folytatott az Adria nyugati kikötőivel. Valószínűleg az i. e. 1. században telepedtek meg ezen a területen a bulini és hilini illír törzsek, majd később a harcias dalmaták foglalták el ezt a vidéket. Az i. e. 4. század végén a görögök megalapították a traguriumi kolóniát, a mai Trogir városának elődjét. A görögök és illírek közötti kereskedelem számos bizonyítékát, főként görög cseréptöredékeket találtak Resnik kikötőjében. A Jadro-folyótól keletre fekvő síkságon az i. e. 3. században a görögök megalapították Salona kolóniáját, melyet később a rómaiak Dalmácia egyik legjelentősebb városává építettek ki. A Kaštelai mező nyugati részén Resnik előterében Claudius római császár megalapította Sicumot, és itt telepítette le a VII. és IX. legio veteránjait. A Római Birodalom bukása után 476-ban ez a terület a Bizánci Birodalom fennhatósága alá került. A 7. század elején a betörő avarok és szlávok elfoglalták Salona városát, a római lakosság hajókon a közeli nagyobb városokba menekült. Az elpusztított területen a század folyamán a horvátok ősei települtek le.
A kaštelai mező a kora középkorban a Klisszai zsupánsághoz tartozott, ahol a fejedelmi birtokok mellett jobbágyfalvak is létrejöttek. A fejedelmi birtokok közül ki kell emelni Bijaćit, ahol Trpimir fejedelem 852. március 4-én adománylevelet bocsátott ki, melyben a horvátok nevét először említette. Ma ez a nap Kaštela város napja. 1241-ben a Trogirba menekült Béla királyt üldöző tatárok elpusztították a kaštelai mező falvait. A szomszédos Trogir és Split városok, melyek gyakran egymással is harcot vívtak igyekeztek befolyásukat kiterjeszteni erre a területre. A trogriak a podmorjei Sveti Petar od Klobučca kolostor mellett építettek toronyvárat, míg 1392-ben a spliti érsek építtetett tornyot a mai Kaštel Sućurac területén. A két város közötti viszály nemegyszer véres összetűzésekké fokozódott. 1418-ban a Velence és Genova közötti háború során a Sveti Petar od Klobučcánál épített tornyot lerombolták, hogy ne szolgáljon támaszpontul a velenceiek számára. A béke időszaka csak 1420-ban jött el, amikor Trogir és Split is velencei uralom alá került és a két város közötti határ vitás kérdéseit egy a tengertől a Kozjak-hegységig meghúzott egyenes vonallal rendezték. A török veszély közeledtére a trogiri és spliti nemesek jelentős védelmi építkezésbe kezdtek. Az első vár 1476-ban épült fel Koriolan Ćipiko trogiri nemes, gályaparancsnok költségén. A vár (a mai Stari Kaštel) négyszög alaprajzú volt, majd 1507-ben a körülötte fekvő települést is saroktornyos fallal és árokkal kerítették melyen át felvonóhíd vezetett. Ćipiko példáját sok nemes követte és összesen húsz vár és több erődített település épült fel, melyek közül végül hét különült el. Ezzel megkezdődött a mai város szerkezetének kialakulása. A török-velencei határ 1571-es megállapításánál a határt Baba falunál húzták meg, mely a Kozjak-hegységgel együtt a török oldalon maradt, csakúgy mint a Kaštela és Solina közötti terület a tengerig a már 1537-ben elfoglalt Klisszával együtt. A török veszély megszűnése, Solina, Klissza és a Zagora visszafoglalása után a településeket védő falakat lebontották, a lakosság száma pedig megnövekedett.
1797-ben a Velencei Köztársaság megszűnésével a település a Habsburg Birodalom része lett. 1806-ban Napóleon csapatai foglalták el és 1813-ig francia uralom alatt állt. A francia uralom idejére esik a Trogirt Kaštelán keresztül Split városával összekötő főút építése. Napóleon bukása után ismét Habsburg uralom következett, mely az I. világháború végéig tartott. A város első iskoláját 1819-ben nyitották meg. A 19. század második felében megépült a vasútvonal és a kikötő. A városnak 1857-ben 5097, 1910-ben 7460 lakosa volt. Az I. világháború után rövid ideig az Olasz Királyság, ezután a Szerb-Horvát-Szlovén Királyság, majd Jugoszlávia része lett. A II. világháború idején olasz csapatok szállták meg. A háború után a szocialista Jugoszlávia része lett. Fejlődött az ipar és a mezőgazdaság, mely sok betelepülőt vonzott. 1986-ban megalakult Kaštela község, majd a független horvát állam létrejötte után Kaštela városi rangot kapott. Lakossága 2011-ben 38667 fő volt.

## Lakosság
| Lakosság változása | Lakosság változása | Lakosság változása | Lakosság változása | Lakosság változása | Lakosság változása | Lakosság változása | Lakosság változása | Lakosság változása | Lakosság változása | Lakosság változása | Lakosság változása | Lakosság változása | Lakosság változása | Lakosság változása | Lakosság változása |
| ------------------ | ------------------ | ------------------ | ------------------ | ------------------ | ------------------ | ------------------ | ------------------ | ------------------ | ------------------ | ------------------ | ------------------ | ------------------ | ------------------ | ------------------ | ------------------ |
| 1857               | 1869               | 1880               | 1890               | 1900               | 1910               | 1921               | 1931               | 1948               | 1953               | 1961               | 1971               | 1981               | 1991               | 2001               | 2011               |
| 5.097              | 5.829              | 5.981              | 6.582              | 7.286              | 7.460              | 8.346              | 8.895              | 9.731              | 11.036             | 13.526             | 18.805             | 24.328             | 29.168             | 34.103             | 38.667             |

## Nevezetességei

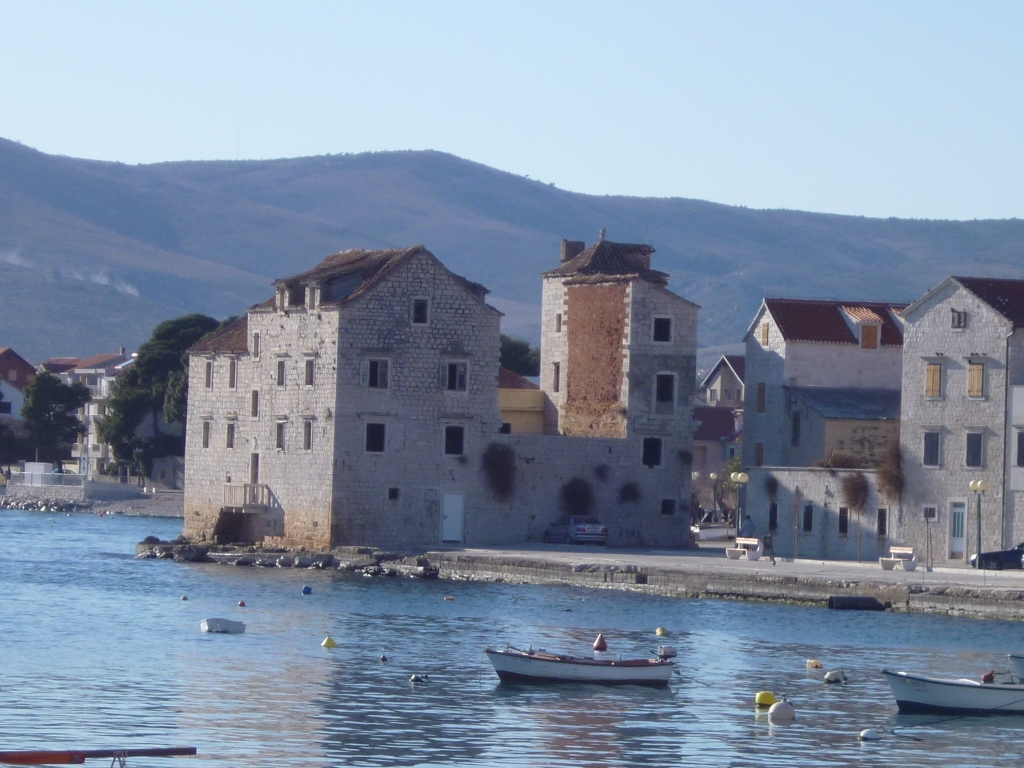
Kaštel Štafileo

### Kaštel Štafilić
- Kaštel Dragač, azaz Dragač vára Dragatij váraként is ismert. A kaštelai terület legnyugatibb várát Matija Dragač trogiri polgár építtette Girolamo Maripietro trogiri gróf 1543-ban kiadott engedélye alapján. Első említése 1571-ben történt. A várat 1806-ban a lukšićiak vásárolták meg, hogy anyagából templomot építsenek. A vár bejárata felett állt tábla a templom falába van befalazva, eszerint a várat 1546-ban építette Matija Dragač a haza védelmére. Ma csak alapfalai láthatók a štafilići tengerparton.
- Kaštel Quarko, azaz Quarko vára a Bile nevű részen a tengerparton állt. Giovanni Quarco trogiri nemes 1558-ban határozta el, hogy bilei birtokán új várat építtet. 1588-ban említik először a lakosság összeírása alkalmával. Ma csak négyszög alaprajzú alapfalai láthatók a parton. Keleti fala egy sziklazátonyon látható, a többi alapfal a tengerben van. Paolo Andreis trogiri történész szerint tágas udvara volt, bejáratát pedig egykor kaputorony védte.
- Kaštel Lodi, azaz Lodi vára a tengerben egy sziklazátonyon áll. 1548-ban építtette Lodovico és Giovanni Lodi, egy trogiri testvérpár Garzonia trogiri gróf engedélyével. A várat nem fejezték be, mert az építtetők még az építés ideje alatt meghaltak. Giovanni Lodi fia nem folytatta az építést, mivel csak egy Catarina nevű lánya volt. Mivel Catarinának nem volt utóda a birtok hét részre hullott. A 17. század végén a várat spliti Papalić család szerezte meg. Körülötte klisszai uszkókokat telepítettek le, akik zenggi váruk után Nehajnak nevezték. A négyszög alaprajzú, pártázatos falú vár ma is sértetlenül áll.[4]

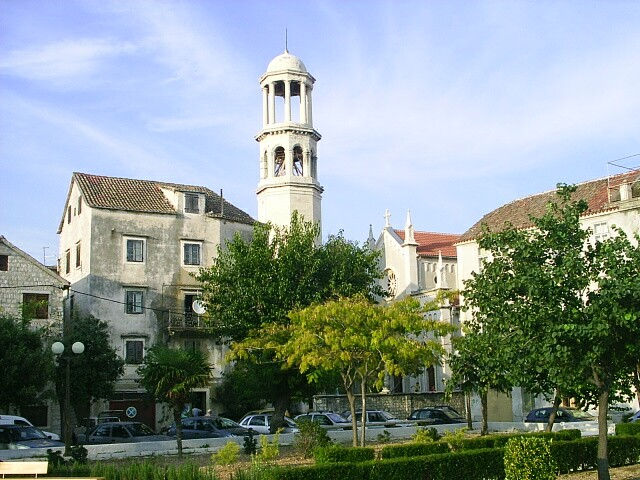
Kaštel Novi látképe

- Kaštel Štafileo, azaz Štafileo vára Rotondo néven is ismert. Építtetője a krétai származású trogiri nemes Stefano Staphileo volt. A 15. század második felében érkezett Trogirba és Alessandro Viaro gróf engedélyével 1508-ban építtette a tengerben kiálló sziklazátonyra a várat a Koriolan Ćipiko által épített első itteni vár mintájára. Bejáratát kaputorony és felvonóhíd őrizte. A körülötte telepített falut bijaći menekültek lakták, védőfal és árok kerítette. Az építtető 1519-es halála után fiai örökölték, akik közül Giacoponak négy lánya volt, akik által az Andreis, Kažotić, Ferro és Zavoreo családoké lett. 1693-ban Giovanni Ferro a falu védőfalának északnyugati tornya helyére saját várat építtetett.[5]

### Kaštel Novi
- Bijaći (Biachi) a kaštelai mező nyugati részén fekvő ókori település volt, melyet az 1. században Claudius római császár alapított a siculi katonai táborban állomásozó VII. és IX. legio veteránjainak részére. A 9. században horvát fejedelmi birtok volt, ahonnan Trpimir fejedelem oklevelet is keltezett. A 205 méter magas Vela Bijaća dombon 1475-ben Szent Onofria tiszteletére templomot építettek. 1378-ban a velencei-genovai háború idején őrtorony állt itt. A régészeti feltárás során egy a 10. és 16. század között lakott település maradványai és temetője került elő. Többször pusztították hadak, de lakossága mindig visszatért. A török pusztította el végleg a 16. században, elmenekült lakossága Kaštel Štafileot népesítette be.
- Itt nemesítették ki több száz éve a kaštelai Crljenak szőlőfajtát, mely a világon Zinfandelként ismert. A Kaliforniában széles körben elterjedt szőlő eredetére 2001-ben találtak rá itt Kaštel Novin Ivica Radunić szőlőjében, ahol 22 tő maradt meg belőle és genetikailag teljesen azonosnak bizonyult a világon ismert Zinfandellel. A Crljenakból készítették reneszánsz horvát költők kedvenc borát, amelyet aztán ők több ízben is megénekeltek. A Crljenak valószínűleg először Bécsbe jutott el, ahol a monarchiabeli szőlőfajtákat mind begyűjtötték, és onnan kerülhetett ki Amerikába. A Szűz Mária tiszteletére szentelt kis templom közelében Stomoriján emlékmű emlékeztet a Zinfandel itteni eredetére.

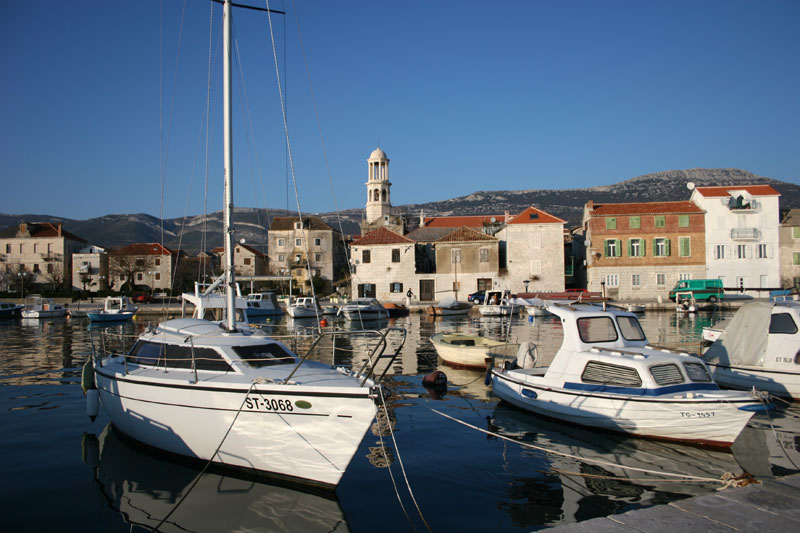
Kaštel Stari – látkép

### Kaštel Stari
- A kaštel stari vár a legrégibb a kaštelai várak közül. Kaštel Ćipikónak is nevezik, mivel építtetője Koriolan Ćipiko trogiri nemes, gályaparancsnok volt. Az 1476 és 1481 között épített vár négyszög alaprajzú. A váron ma is látható az építtető személyét és az építés időpontját megörökítő latin nyelvű felirat. A vár azonban nem sokkal ezután leégett és 1492-ben újjá kellett építeni, mely tényt egy másik emléktábla örökíti meg. 1507-ben a körülötte fekvő települést is saroktornyos fallal és árokkal kerítették melyen át felvonóhíd vezetett. A török 1512-ben 450 lovassal és 180 gyalogossal támadta a várat. A támadók ostromlétrákat használtak, de a védők elkeseredetten küzdöttek. Végül a trogiriak segítségét kérték, akik tizenhárom hajóval érkezve felmentették őket. Ezután a törökök a település házait végigrabolva elvonultak.
- Keresztelő Szent János tiszteletére szentelt régi plébániatemploma 1714-ben épült barokk stílusban a 16. század végén épített régebbi plébániatemplom helyén. Felszentelése a sekrestye felett elhelyezett tábla szerint 1723-ban történt. A főoltár a Legszentebb Oltáriszentség és Keresztelő Szent János, a mellékoltárok a Rózsafüzér királynője és Szent Felicia, míg az apszis két oldalán álló oltárok Szent Ilona és Szent Rókus tiszteletére vannak szentelve.
- A Rózsafüzér királynője tiszteletére szentelt új plébániatemploma.
- Szent József tiszteletére szentelt kis reneszánsz temploma.
- A településről szerpentinút vezet fel a Kozjak-hegység 631 méter magas Biranj nevű nyugati csúcsára, ahonnan nagyszerű kilátás nyílik a városra és a közép-dalmáciai szigetvilágra. A hegycsúcs körül körben falmaradványok látszanak, melyek egy ősi illír erődített település maradványai. Az itt található kis Keresztelő Szent János templom valószínűleg a 12. században épült. Eredeti hosszúsága 6, szélessége 5 méter volt, a félköríves apszis máig fennmaradt. Mai formáját 1887-ben nyerte el, amikor hosszúsága közel 10, szélessége 7 méter lett. A török időkben többször is megsérült, de a II. világháború idején is súlyosan megrongálódott. 1951-ben építették újjá.

### Kaštel Lukšić
- Lukšić várát két trogiri nemes Nicolo és Girolamo Vitturi építtette, miután 1487-ben engedélyt kaptak a dózsétól, hogy családjuk védelmére saját költségükön a tenger mellett várat építsenek. A vár fényűző reneszánsz palotaként épült, így befejezése 1564-ig tolódott. Ma ebben az épületben működik Kaštela város múzeuma, a városi turisztikai iroda és más kulturális intézmények. Gyakran rendeznek benne koncerteket, kiállításokat, színházi előadásokat.

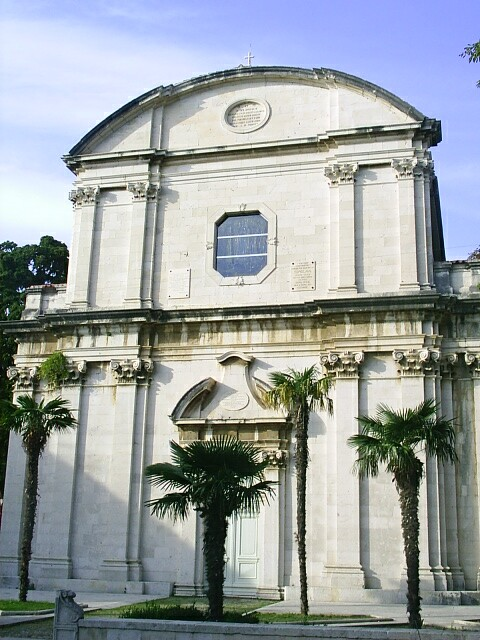
A barokk plébániatemplom

- Szűz Mária mennybevétele tiszteletére szentelt plébániatemploma 1776 és 1817 között épült késő barokk stílusban a Vitturi család által adományozott földterületen. 36 méter magas harangtornyát 1836-ban építették. A templomnak hét barokk márvány oltára van. A félköríves apszisban áll a 15. századi fából faragott, ezüsttel borított főoltár Mária mennybevitelének képével. A hagyomány szerint a képet Ostrogtról hozták át. Az oltárok közül kiemelkedik még művészeti értékével a Szent Arnir oltár, mely Juraj Dalmatinac munkája 1445-ből. A szarkofágfedélen Szent Arnir alakja látható előlapján a szent megkövezésének ábrázolásával. A szent ereklyéit tartalmazó szarkofág a spliti Szent Eufémia bazilikából származik, ahonnan 1835-ben vásárolta meg és ajándékozta a templomnak a Micheli-Vitturi család. A szembemiséző oltár nem más, mint egy ókeresztény szarkofág, mely eredetileg a kaštel gomilici Szent Kozma és Damján templomban állt. Kaštel Rušinac tulajdonosa Milivoj Grgin professzor és felesége 1975-ben adományozta a templomnak.[6]
- Szűz Mária mennybevétele tiszteletére szentelt régi plébániatemploma 1530-ban épült. Északi oldalán a sekrestye, a déli oldalon a Szent Rókus kápolna van hozzáépítve. A templomon belül és körülötte is sírok találhatók. 1984-ben teljesen megújították. Több barokk oltára van, melyek közül az apszisban álló főoltáron Szűz Mária alakja látható. A Szent Rókus kápolna és a vele szemben található kis kápolna falait reneszánsz freskók borítják.[6]
- A rušinici Keresztelő Szent János templomot a Rušinić család építtette faragott kövekből. Pontos építési ideje nem ismert, de nagy valószínűséggel a 15. század végén épült. Homlokzatán nyolcágú rozetta látható. Egyhajós épület négyszög alaprajzú apszissal. 1530-ig a település plébániatemploma volt. Nevezetessége egy szerencsétlenül elhunyt mátkapár síremléke 1690-ből.[6]
- Az ostrogi Szent Lőrinc-templom építési ideje nem ismert. A település első említésekor 1171-ben már állt. Egykor plébániatemplom volt körülötte a falu temetőjével. Története során többször is megrongálódott, de mindig újjáépítették. Félköríves apszisa van, falai kívül-belül vakoltak. Harangtornyában egy harang látható.[6]
- A Lourdes-i Szűzanya templomot 1904-ben faragott kövekből építették a Dračine nevű településrészen az Ostrogra és Biranjra vezető út mellé. A nép Dračini Miasszonyunk templomnak nevezi. A bejárat feletti tábla a templom építéséről és arról emlékezik meg, hogy a templomot a Szeplőtelen fogantatás dogmájának kihirdetése ötvenedik évfordulójára építették. Négyszög alaprajzú apszisában állt az egyetlen oltára. Harangtornyában két harang található.[6]
- A buručei temetőben áll az 1980 és 1982 között épített Mindenszentek kápolna.
- A Szent Rókus úti kápolnát a lukšićiak fogadalomból építették az 1855-ös kolerajárványtól való megmenekülésük után.[6]

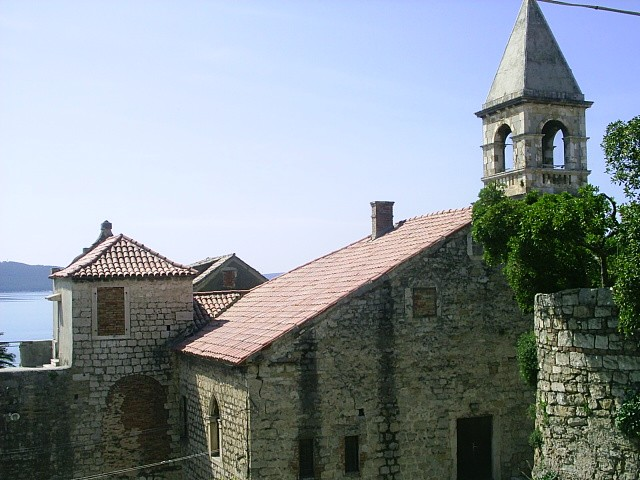
Kaštel Kambelovac

### Kaštel Kambelovac
- A település névadója a Cambio család által a 16. és 17. században épített vára, melyet Kaštel Cambionak neveznek. 1478-ban Andrea Grigorio spliti gróf engedélyezte a Cambio testvérpárnak Antoniónak és Girolamónak, hogy birtokaik közelében a tengerben levő egyik sziklazátonyra várat építsenek. A vár első említése 1491-ben történt egy a Piškera várával kapcsolatos oklevélben. A várnak az északkeleti sarkán egy hengeres tornya van, ahonnan őrsége a környező vidéket tartotta szemmel. Falai egy 25-ször 12 méteres belső udvart vesznek körül. A szárazfölddel mindössze egy felvonóhíd kötötte össze.
- Lippeo várát 1516-ban építtette Girolamo Cambio Pietro nevű fia, miután egy 14-szer 6 méteres sziklaszirten engedélyt kapott a megépítésére. A várat híd kötötte össze a szárazfölddel, ahol a Tikvarin nevű település alakult ki. Mivel fiú utódja nem volt a várat nőtestvére Margarita Lippeo örökölte. 1656-ban a spliti Dudan család vásárolta meg. A vár nem maradt fenn, Barbieri által készített alaprajza 1754-ből ismert. Két emelet magasságú, négyszög alaprajzú épület volt, melynek északi része erődszerűen, déli része padig fényűző palotának volt kiképezve.
- Cambio vára közelében a Piškera nevű helyen Kruševik falu jobbágyai két, egymással összeköttetésben levő várat is építettek, melyeket Velika- és Mala Piškerának neveztek el. Velika Piškeráról az első említés 1494-ből származik, amikor a kruševikiek elöljárója segítséget kért a spliti gróftól a vár befejezéséhez. Egy 18. századi leírás szerint a 34-szer 24 méteres erődítmény a tengerben egy sziklazátonyon állt. Mára csak a kapuzat és egy falszakasz maradt belőle. Keleti falához csatlakozott a 9-szer 11 méteres Mala Piškera vára, melyből ennyi sem maradt.

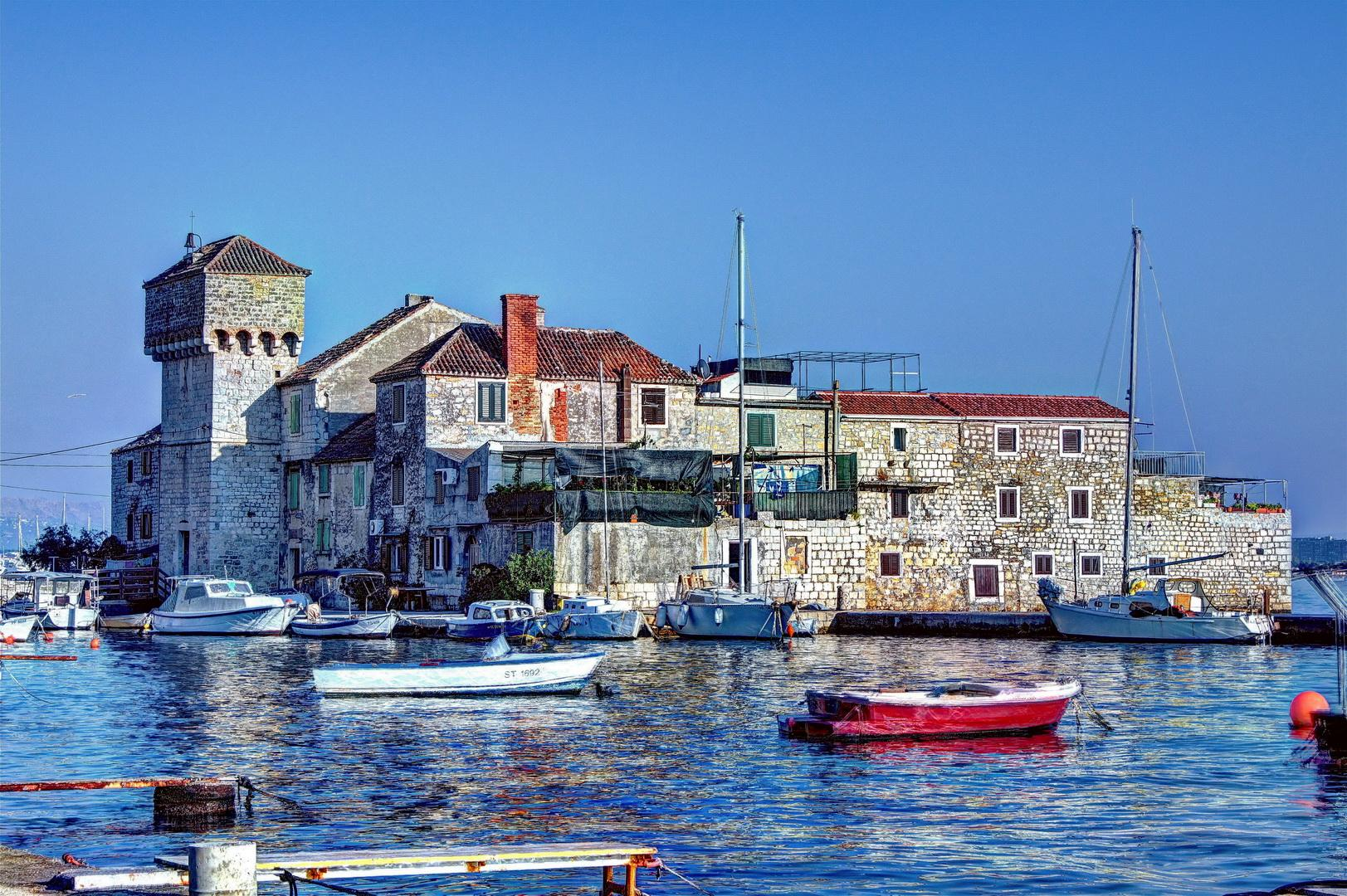
Kaštel Gomilica látképe

### Kaštel Gomilica
- Kaštel Gomilica település legfontosabb műemléke Kaštilac vára. A bencés rendet még Zvonimir király telepítette le Splitben, majd birtokokat adományozott nekik, köztük 1078-ban a Kaštelai mezőn fekvő birtokot. Itt építették fel a 12. században a román stílusú Szent Kozma és Damján templomot. A török veszély hatására 1529-ben a kis Gomilica-szigeten erőd építésébe kezdtek, melynek építése 1545-ben fejeződött be. Kapuját kőhíd kötötte össze a szárazfölddel, melyet egy magas, erős torony védett. A híd a várkapu előtti felvonóhídra vezetett. A vár falai egy 40-szer 40 méteres területet kerítettek körbe. Miután elkészült ide települtek át Gornja és Donja Kozica jobbágyai, akiknek falvait a török elpusztította. A vár a 17. század végén a török veszély megszűnésével elveszítette védelmi funkcióját. A ma is szinte teljes épségben álló vár talán a legszebb fekvésű a kaštelai várak közül, a Horvátországot reklámozó fotósok egyik kedvenc témája. 2003-2004-ben alapjait megerősítették és falai között tervben volt egy tengerészeti múzeum elhelyezése.
- Szent Jeromos tiszteletére szentelt régi plébániatemploma 1600 körül épült a régi település falain kívül. 1731-ben a helyén épült fel a ma is látható templom, mely tényt a főbejárat feletti felirat rögzíti. Egyhajós épület négyszögletes apszissal. Homlokzatán rózsaablak látható, felül a harangtornyon három ablak van. A hajó minden oldalán három ovális barokk ablak látható, míg a szentélyben csak egy. Körülötte egykor temető volt. Mióta 1914-ben felépítették az új plébániatemplomot itt már nem tartottak több istentiszteletet, oltárait is az új templomba vitték át.
- Az új Szent Jeromos plébániatemplom 1914-ben épült nagyméretű hajóval és kis kápolnákkal. A tágas szentély mellett nyugatról emelkedik a harangtorony, míg keletről a sekrestye található. A barokk főoltárt eltérő színű márvány oszlopok díszítik. A nyugati oldalon található Szent Benedek oltáron Sebestiano Ricci velencei rokokó festő tanítványának a képe látható. A Szent Kereszt oltáron egy nagyhatású fából faragott kereszt látható, melyet F. Bakotić ferences atya faragott a 18. században. A templomot 1990-ben megújították.
- Szent Kozma és Damján vértanúk tiszteletére szentelt temploma a 12. században épült román stílusban. Előtte néhány ókeresztény szarkofág töredéke található. 1495-ben még a középkori Kozic falu plébániatemploma volt. A templomnak egy román stílusú ívelt bejárata van. A déli fal nyugati részén levő ablak a templom első átépítésének idejéből származik, mivel nyilvánvalóan gótikus stílusú. A templom északi oldalán egy a templomhoz hasonlóan romboid alaprajzú épület alapfalait tárták fel, mely a templommal összefüggésben épülhetett. A templom előtt egy hétszáz éves tölgyfa áll, mely 1996 óta természetvédelem alatt áll.

### Kaštel Sućurac
- A település 1927-ben épített új plébániatemplomának kincstárában őrzik Trpimir horvát fejedelem 851. március 4-én Bijaćin kelt adománylevelét. Rajta kívül régi faragott kövek, a régi plébániatemplom barokk szobrainak egy része, több ezüstből és aranyból készített liturgikus tárgy található itt. A templom körül végzett régészeti feltárások során római és történelem előtti leletek is kerültek elő.
- A településtől északra áll a Doci Miasszonyunk tiszteletére szentelt régi plébániatemploma, mely ma inkább Hladi Miasszonyunk néven ismert. Régen Sela nevű település plébániatemploma volt.
- Szintén északra, a Kozjak-hegy lejtőjén találhatók a Mislav fejedelem által alapított 9. századi kora román Szent György templom maradványai. A templomból fennmaradt néhány növényi ornamentikával díszített faragott kőtöredék is.

## Gazdaság
A helyi gazdaság alapját a történelem során a mezőgazdaság és a halászat képezte. A termékeny kaštelai mezőnek köszönhetően a vidék mindig bővelkedett terményekben, melyek közül a legjelentősebbek a bor és a cseresznye, de újabban a zöldségek, különösen a saláta és a paradicsom, melyek a kedvező éghajlati feltételek miatt már korán megteremnek az üvegházakban és fóliasátrakban. A 19. század második felében megépült a vasútvonal, mely Splitet kötötte össze az Osztrák–Magyar Monarchia többi részével. Ezzel Kaštela jelentősége is megnőtt. Hatása a 20. század elején kezdett érződni, amikor megnyíltak az első szállodák. Az legelső szállodát 1909-ben doktor Šoulavy nyitotta Kaštel Lukšićban, a leghíresebb szálloda pedig a Kaštel Stariban nyitott Palace volt (ma zárva van). Az első ipari létesítmények az I. világháború után épültek. Ilyen volt a Kaštel Sućuracban nyílt cementgyár. A város fejlődéséhez hozzájárult az elektromos energia bevezetése és a vízvezeték megépítése. A II. világháború idején a gazdaság stagnált, majd a háborús állapotok miatt visszaesett. A háború után a szocialista gazdaságpolitika ösztönözte az ipar fejlesztését, így a cementgyár után műanyaggyár, vasmű és faipari kombinát is létesült. Ennek következtében jelentősen emelkedett a kaštelai lakosság száma, viszont kedvezőtlenül hatott a mezőgazdaság és a turizmus fejlődésére. Az 1980-as évek végére sok kaštelai rendelkezett többrétű bevételi forrással, mely az állami üzemekben végzett munkából, a turizmusból és a mezőgazdaságból egyaránt származott. Jugoszlávia szétesése után a helyi gazdaság válságba került.
A nagyobb vállalatok, mint a műanyagüzem és a fakombinát bezártak, a cementgyár és a vasmű kevesebb dolgozót foglalkoztatott, a többi üzem pedig Splitben működött. A munkanélküliek száma megemelkedett. A 21. század elején új magánvállalkozások és külföldi kereskedelmi központok jöttek létre és a kikötő kiépítése is pozitív hatással járt. Emellett a lakosság száma is állandóan növekedett, melynek nagysága évente meghaladta az ezer főt, mely óriási terhet jelentett az amúgy is gyenge városi infrastruktúrára. A városi vezetés elsődleges célja ma a turisták visszacsábítása. Ehhez jelentős fejlesztéseket kell végrehajtani többek között az infrastruktúra és a szállodák kapacitásának növelése tekintetében.

## Oktatás
Kaštelán öt alapiskola működik: "Bijaći" (Kaštel Novi), "Profesor Filip Lukas" (Kaštel Stari), "Ostrog" (Kaštel Lukšić), "Knez Trpimir" (Kaštel Gomilica) és "Knez Mislav" (Kaštel Sućurac). Elkezdődött a kaštel novi alapiskola építése is. A városnak egy középiskolája van az SŠ "Braća Radić".

## Kultúra és sport
- Városi múzeum Kaštel Lukšićon
- Podvorje múzeum Kaštel Sućuracon
- NK Jadran Kaštel Sućurac labdarúgóklub
- NK GOŠK Kaštel Gomilica labdarúgóklub
- HNK Val Kaštel Stari labdarúgóklub
- Mladost röplabdaklub Kaštel Lukšić
- Kaštela DC röplabdaklub Kaštel Stari
- Marina Kaštela röplabdaklub Kaštel Kambelovac
- Kaštela Adriachem kézilabdaklub Kaštel Gomilica
- Fortier karateklub Kaštel Novi
- Bijaći karateklub Kaštel Novi
- Dalmacijacement dzsúdóklub Kaštel Sućurac
- POGŠ Josip Hatze Kaštel Kambelovac
- HGD "Zrinski" Donja Kaštela
- HGD "Biranj" Kaštel Lukšić
- Marina Kaštela evezősklub Kaštel Kambelovac

## Galéria
- Bijaći – a római romok és a templom
- Kaštel Gomilica
- Kaštel Gomilica - kőhíd
- Kambelovac vára
- Kaštel Lukšić
- Kaštel Lukšić - várfalak
- Kaštel Ćipiko
- Kaštel Stari - Keresztelő Szent János templom
- Kaštel Sućurac
- Kaštel Ferro
- Kaštel Lodi
- Kaštel Štafilić látképe

## Testvérvárosok
- Németország Lindlar
- Horvátország Zaprešić
- Bosznia-Hercegovina Kiseljak
- Bosznia-Hercegovina Kupres
- Szlovákia Bártfa
- Csehország Přerov
- Csehország Hradec Králové
- Lengyelország Pszczyna

## Fordítás
- Ez a szócikk részben vagy egészben  a   Kaštela című horvát Wikipédia-szócikk ezen változatának fordításán alapul.  Az eredeti cikk szerkesztőit annak laptörténete sorolja fel. Ez a jelzés csupán a megfogalmazás eredetét és a szerzői jogokat jelzi, nem szolgál a cikkben szereplő információk forrásmegjelöléseként.
- Ez a szócikk részben vagy egészben  a   Bijaći című horvát Wikipédia-szócikk ezen változatának fordításán alapul.  Az eredeti cikk szerkesztőit annak laptörténete sorolja fel. Ez a jelzés csupán a megfogalmazás eredetét és a szerzői jogokat jelzi, nem szolgál a cikkben szereplő információk forrásmegjelöléseként.
- Ez a szócikk részben vagy egészben  a   Kaštel Dragač című horvát Wikipédia-szócikk ezen változatának fordításán alapul.  Az eredeti cikk szerkesztőit annak laptörténete sorolja fel. Ez a jelzés csupán a megfogalmazás eredetét és a szerzői jogokat jelzi, nem szolgál a cikkben szereplő információk forrásmegjelöléseként.
- Ez a szócikk részben vagy egészben  a   Kaštel Quarko című horvát Wikipédia-szócikk ezen változatának fordításán alapul.  Az eredeti cikk szerkesztőit annak laptörténete sorolja fel. Ez a jelzés csupán a megfogalmazás eredetét és a szerzői jogokat jelzi, nem szolgál a cikkben szereplő információk forrásmegjelöléseként.
- Ez a szócikk részben vagy egészben  a   Kula Nehaj című horvát Wikipédia-szócikk ezen változatának fordításán alapul.  Az eredeti cikk szerkesztőit annak laptörténete sorolja fel. Ez a jelzés csupán a megfogalmazás eredetét és a szerzői jogokat jelzi, nem szolgál a cikkben szereplő információk forrásmegjelöléseként.
- Ez a szócikk részben vagy egészben  a   Kaštel Štafileo című horvát Wikipédia-szócikk ezen változatának fordításán alapul.  Az eredeti cikk szerkesztőit annak laptörténete sorolja fel. Ez a jelzés csupán a megfogalmazás eredetét és a szerzői jogokat jelzi, nem szolgál a cikkben szereplő információk forrásmegjelöléseként.
- Ez a szócikk részben vagy egészben  a   Kaštel Koriolana Cipika című horvát Wikipédia-szócikk ezen változatának fordításán alapul.  Az eredeti cikk szerkesztőit annak laptörténete sorolja fel. Ez a jelzés csupán a megfogalmazás eredetét és a szerzői jogokat jelzi, nem szolgál a cikkben szereplő információk forrásmegjelöléseként.
- Ez a szócikk részben vagy egészben  a   Kaštel Cambio című horvát Wikipédia-szócikk ezen változatának fordításán alapul.  Az eredeti cikk szerkesztőit annak laptörténete sorolja fel. Ez a jelzés csupán a megfogalmazás eredetét és a szerzői jogokat jelzi, nem szolgál a cikkben szereplő információk forrásmegjelöléseként.
- Ez a szócikk részben vagy egészben  a   Kaštel Lippeo című horvát Wikipédia-szócikk ezen változatának fordításán alapul.  Az eredeti cikk szerkesztőit annak laptörténete sorolja fel. Ez a jelzés csupán a megfogalmazás eredetét és a szerzői jogokat jelzi, nem szolgál a cikkben szereplő információk forrásmegjelöléseként.
- Ez a szócikk részben vagy egészben  a   Kaštel Piškera című horvát Wikipédia-szócikk ezen változatának fordításán alapul.  Az eredeti cikk szerkesztőit annak laptörténete sorolja fel. Ez a jelzés csupán a megfogalmazás eredetét és a szerzői jogokat jelzi, nem szolgál a cikkben szereplő információk forrásmegjelöléseként.
- Ez a szócikk részben vagy egészben  a   Kaštilac című horvát Wikipédia-szócikk ezen változatának fordításán alapul.  Az eredeti cikk szerkesztőit annak laptörténete sorolja fel. Ez a jelzés csupán a megfogalmazás eredetét és a szerzői jogokat jelzi, nem szolgál a cikkben szereplő információk forrásmegjelöléseként.
- Ez a szócikk részben vagy egészben  a   Kaštel Gomilica című horvát Wikipédia-szócikk ezen változatának fordításán alapul.  Az eredeti cikk szerkesztőit annak laptörténete sorolja fel. Ez a jelzés csupán a megfogalmazás eredetét és a szerzői jogokat jelzi, nem szolgál a cikkben szereplő információk forrásmegjelöléseként.
- Ez a szócikk részben vagy egészben  a   Kaštel Sućurac című horvát Wikipédia-szócikk ezen változatának fordításán alapul.  Az eredeti cikk szerkesztőit annak laptörténete sorolja fel. Ez a jelzés csupán a megfogalmazás eredetét és a szerzői jogokat jelzi, nem szolgál a cikkben szereplő információk forrásmegjelöléseként.